# 999 Games
999 Games is een Nederlandse uitgever van bordspellen, kaartspellen en ruilkaartspellen.
Het bedrijf ontstond in 1990 als postorderbedrijf.

## Geschiedenis
Oprichter Michael Bruinsma verkocht telefonisch en via spellendagen in Nederland, België, Duitsland en Denemarken door hem geïmporteerde bordspellen. In 1991 startte hij een beurs in Eindhoven: Het Spellenspektakel. Met de mogelijkheid om Magic: The Gathering te distribueren volgde in 1993 de doorbraak. Van postorderbedrijf werd 999 Games groothandel, waarna Bruinsma besloot een nieuwe markt aan te boren: een nieuwe generatie bordspellen. De eerste twee spellen van 999 Games waren "Serenissima" en "Formula Dé", in die tijd nog met het logo met de "999"-trein. Daar dit logo niet bij de nieuwe filosofie paste werd tegelijk met de nieuwe visie een nieuw logo ontwikkeld, de "999"-joker. In 1998 verscheen het eerste eigen spel onder dit logo, "Elfenland". Het werd direct Speelgoed van het Jaar. Er werkten in die tijd 6 mensen bij 999 Games.
Een jaar later kwam de uitgave van het inmiddels zeer populaire De Kolonisten van Catan. Ook dit spel werd Speelgoed van het Jaar. Inmiddels zijn er van de verschillende "Catan"-varianten zo'n 2 miljoen exemplaren verkocht. Daarnaast verscheen in 2000 Pokémon, dat uitgroeide tot een enorme rage en onder kinderen nog steeds populair is.
In 2001 pakte Michael Bruinsma zijn oude hobby weer op. Hij richtte Phalanx Games op, dat spellen voor experts in een nieuw jasje giet en deze zowel qua spelniveau als tijdsduur geschikt maakt voor werkende families. "North & South", Phalanx' eerste productie, wordt direct genomineerd voor Speelgoed van het Jaar. 999 Games bracht in dit jaar haar eerste kinderspel uit. Later zouden er meer volgen.
In 2001 ging een marketing-afdeling deel uitmaken van het bedrijf. De marketing gebeurde vooral onder het motto: 'spelen doet kopen'. Door heel Nederland werden speldemonstraties en toernooien georganiseerd met als hoogtepunt in 2002 het 'Kolonisten van de Gouden Eeuw-toernooi' in samenwerking met de Vara en het Scheepvaartmuseum. In 2003 werd de 'Bus van Catan' aangeschaft, een voertuig dat kon worden ingezet bij grote evenementen en vaak door België reed.
Het Spellenspektakel bv werd in 2003 een zelfstandig zusterbedrijf en werd in 2007 aan Libéma verkocht. Bij 999 Games b.v. en Phalanx bv werken inmiddels ruim 30 mensen. Het assortiment bestaat uit honderden bordspellen, kaartspellen en accessoires. Veel producten zijn genomineerd voor Speelgoed van het Jaar en sommige hebben de prijs ook gewonnen. Phalanx Games bv heeft nationale en internationale bekendheid gekregen met onder meer met het familiespel "Pinguïn".

## Uitgaven
Bekende uitgaven zijn: Agricola, Ballonrace, Boonanza, Carcassonne, Dominion, El Grande, Elfenland, Kolonisten van Catan, Machiavelli, Port Royal, Ra, Regenwormen, Rozenkoning, La Città, Robo Rally, Take 5!, Vlotte geesten, Weerwolven van Wakkerdam en 30 seconds.